# Музей естественной истории (Марсель)
Музей естественной истории (фр. Muséum d'histoire naturelle de Marseille) — музей, расположенный в Марселе (Франция). Один из самых посещаемых музеев естествознания во Франции. Основан в 1819 году Жаном-Батистом, маркизом де Монграндом и Кристофом де Вильнёв-Баржемоном, префектом департамента Буш-дю-Рон. Расположен во Дворце Лоншан в 4-м аррондисмане Марселя, построенном по плану Анри-Жака Эсперандьё.
Музейная аббревиатура — MHNM.

## История
Музей был создан в 1819 году. Располагался в разных местах, в том числе в часовне Бернардинцев, а затем в 1869 году обосновался во Дворце Лоншан, вместе с Музеем изобразительных искусств.
Самым известным директором был натуралист Антуан-Фортюне Марион (1846—1900), занимавший эту должность в конце XIX века.
Музей находится в ведении Министерства высшего образования и исследований.

## Коллекции
В музее хранится 83 000 зоологических образцов, 200 000 ботанических образцов, 81 000 окаменелостей и 8 000 образцов минералов. В 2014 году его посетили 103 543 человека.
Музейное пространство разделено на четыре выставочные зоны:
- Salle safari (мировая фауна): раздел, посвященный импорту через порт.
- Salle de Provence (региональная фауна и флора): раздел, посвященный дикой природе Прованса.
- Salle d’ostéologie: сравнительная анатомия.
- Salle de préhistoire, sur l'évolution: первобытное общество и эволюция.

Музей также организует конференции и выставки.